# خوسيه كابريرو أرنال
خوسيه كابريرو أرنال(بالإسبانية: José Cabrero Arnal) (كاستيلساباس (وشقة) 6سبتمبر1909م - أنتيب، فرنسا 7سبتمبر1982م) هو الكاتب القصصي، والكاريكاتير الفرنسي من أصل إسباني.

## السيرة الذاتية

### مرحلة طفولته وشبابه
بالرغم من إنه وُلِد في كاستيلساباس؛ كانت عائلته من أصل أبياجو. انتقل والدهِ للعيش في برشلونة؛ لتحسين حالتهم الأقتصادية، وخلال فترة شبابه عمل كنجار ومصلح لماكينات الحاسبة بمدينة كوندال. نشر أوائل أعماله الكتابية بمجلات الأطفال كمجلة «ألجو» ، ومجلة "بوتشولو (مجلة) "، كما إنه أبدع في سلسلة أعماله الأخيرة الأكثر شهرة «حرب في بلاد الحشرات»، و«الرحلات فوق العادة للكلب توب». أيضاً نشر رسومات كاريكاتيرية سياسية في المجلة الهجائية «لا أسكيا دي لاتوراتكسَ» ، وفكاهة أزلية في مجلة «بابيتو» تحت توقيع «سيا»(Cea).

### الحرب (1936-1945)
بعد اندلاع الحرب الأهلية الإسبانية عام 1936م، تطّوع خوسيه كابريرو في جُنديات الجمهورية، ووجب عليه النفي إلى فرنسا حتى انتهاء فترة الحرب. وخلال تواجده بفرنسا تطّوع أيضاً في فرقة رقم109للعمال الخارجين في خط ماجنوت (سي تي إي (CTE)): وحدات عسكرية تقدم خدمات مساعدة للجيش الفرنسي، ومكونة من المنفيين من المواطنين الإسبان.
سُجن في يوم26 يونيو1940م بقدوم الغزو الألماني، وفي 27يناير1941م دخل إلى معسكر اعتقال ماوتهاوزن كمثله من المنفيين الجمهوريين. وهناك سُجِل برقم 6299 ولم يخرج حتى انتهاء الحرب في مايو1945م عن عمر 36عام، وبوزن 39كجم.

### إقامته بفرنسا
نشر عام 1946م أوائل قصصهِ:«بلاسيد وموسا»، و«الثعلب والدب». كما إنه كان موظف مواظب بجريدة «لا أومانيته»، وجريد الحزب الشيوعي الفرنسي. ظهر لأول مرة في منشوره الأخير شخصيته الأكثر شهرة-الكلب بيف- ، وبعد أكثر من سنتين قام برسم الشخصية المصاحبة له والتي لا تنفصل عنه (القط هيركول)، والذين أصبحوا أبطال سلسلته القصصية بيف وهيركول.
أطلق اسم بيف على المجلة القصصية «بيف جادجيت» في أبريل1969م بعد نجاح استمر نحو 70عام، والتي قام كُتاب قصصيين فرنسيين واوروبيين آخرين بنشر بها، كما أحيت المجلة ذكرت مؤسسها حتى بعد وفاته.

## الأعمال
| السنة | العنوان                                        | المؤلف        | النوع | الناشر                |
| ----- | ---------------------------------------------- | ------------- | ----- | --------------------- |
| 1933  | حرب في بلاد الحشرات                            |               | سلسلة | بوتشولو               |
| 1934  | دون سيمبولون                                   |               | سلسلة | خنيه مانودا، ميكي1936 |
| 1935  | بطولات باكو زومبا، ومغامرات المُلحِف             |               | سلسلة | بوتشولو               |
| 1935  | مغامرات فوق العادة للكلب توب                   |               | سلسلة | بوتشولو               |
| 1936  | تشين تشين، وعفريت المحبرة                      |               | سلسلة | ميكي                  |
| 1936  | قشر، والمخبر، والمغامرت المشاكسة لشارلوك هولمز | كابريرو أرنال | سلسلة | بوتشولو               |
| 1936  | حرب في بلاد الحشرات                            |               | سلسلة | سانتياجو بيبس         |
| 1945  | بلاسيد وموسا                                   |               | سلسلة |                       |
| 1948  | بيف وهيركول                                    |               | سلسلة |                       |
| 1951  | روودودو                                        |               | سلسلة |                       |